# Focke Rochen
Il Focke Rochen (in tedesco razza) anche conosciuto come Focke-Wulf Schnellflugzeug (aereo veloce) o Focke-Wulf VTOL, era il progetto di un aereo VTOL tedesco della seconda guerra mondiale.

## Storia
Henrich Focke progettò questo aereo nel 1944. Dopo prove effettuate con un modellino nella galleria del vento, il progetto venne rinominato Focke 1957.
Il velivolo era pensato per avere due enormi eliche controrotanti poste al centro esatto della fusoliera. In questo modo si raggiungeva più facilmente l'equilibrio sul baricentro, indispensabile per la stabilità aerodinamica. A bassa velocità il controllo sarebbe stato affidato ad un turbogetto e la propulsione in avanti sarebbe stata affidata ad ugelli di scarico su entrambi i bordi d'uscita della grande ala.
Il carrello d'atterraggio consisteva in due lunghe gambe poste sui lati delle eliche al centro cui si aggiungeva un ruotino di coda.
L'impennaggio di coda era costituito da un unico timone in una configurazione pensata per dare stabilità alle alte velocità. Il pilota era seduto in una cabina sporgente dalla parte anteriore dell'aereo. Il progetto benché interessante non vide mai la luce.